# Abegg-Stiftung
Die Abegg-Stiftung ist ein Textilmuseum und textilwissenschaftliches Institut in Riggisberg, Kanton Bern, Schweiz.

## Geschichte
Werner Abegg, ein Zürcher Textilindustrieller, begann schon als junger Mann Kunst zu sammeln, vor allem Textilien. Nach dem Verkauf seines Unternehmens und Umzug nach New York heiratete er die amerikanische Kunsthistorikern Margaret Harrington Daniels. Aus ihren Privatsammlungen, die sie zusammenlegten und ausbauten, stifteten Werner und Margaret Abegg im Jahr 1961 die Abegg-Stiftung, die spezialisiert ist auf das Sammeln, Ausstellen, Konservieren, Restaurieren und Erforschen von Textilkunst. Außerdem bewahrt die Stiftung die vom Gründerehepaar zusammengetragene Sammlung  von Werken der angewandten Kunst, Malerei und Plastik.
Erster Direktor der Abegg-Stiftung war der Architekt und Kunsthistoriker Michael Stettler. Massgeblich zum Ruf trug das Wirken der Textilrestauratorin Mechthild Flury-Lemberg zwischen 1963 und 1994 bei. Die Stiftung bezog 1967 ein vom Architekten Gyula Széchényi, nach Entwürfen von Michael Stettler, repräsentativ überbautes Grundstück am Dorfrand der bernischen Landgemeinde Riggisberg. Bereits 1970/71 wurden zwei zusätzliche Ausstellungsräume angebaut. 1984 bis 1987 wurden die Ausstellungsräume neu organisiert und ein Fotoatelier erstellt. Von 1996 bis 1998 wurden erneut Erweiterungen für Bücher- und Textilmagazine, Archiv, Büros und das Textilkonservierungsatelier notwendig.
Zwischen 2009 und 2011 wurden die Ausstellungsräume nochmals grundsätzlich neu eingerichtet und weitere Magazine angebaut.

## Neues Museumskonzept
In der zweijährigen Bauzeit (2009/11) wurde der Ausstellungstrakt für die Kunstsammlung komplett erneuert. Es wurde eine Lichtdecke aus Milchglas montiert, durch die Tausende von LED-Lämpchen ohne schädliche UV-Strahlen die empfindlichen Ausstellungsstücke beleuchten.
Der grosse Raum wurde mit grossen dreieckigen Wandelementen in die zwei Längsachsen Seidenstrasse und Europa/Mittelmeerraum getrennt, wo die Exponate aufgrund der geografischen Herkunft ausgestellt sind. Die Objekte sind entlang der beiden Zeitachsen chronologisch geordnet. Durchgänge zwischen den Wandelementen erlauben den zeitlichen Vergleich der beiden Kulturräume und zeigen anhand der Textilien und einzelnen Gemälde den Einfluss der chinesischen Kultur auf Europa und den Mittelmeerraum. Hinten im Raum befindet sich eine Fläche für Wechselausstellungen.

## Sammlung

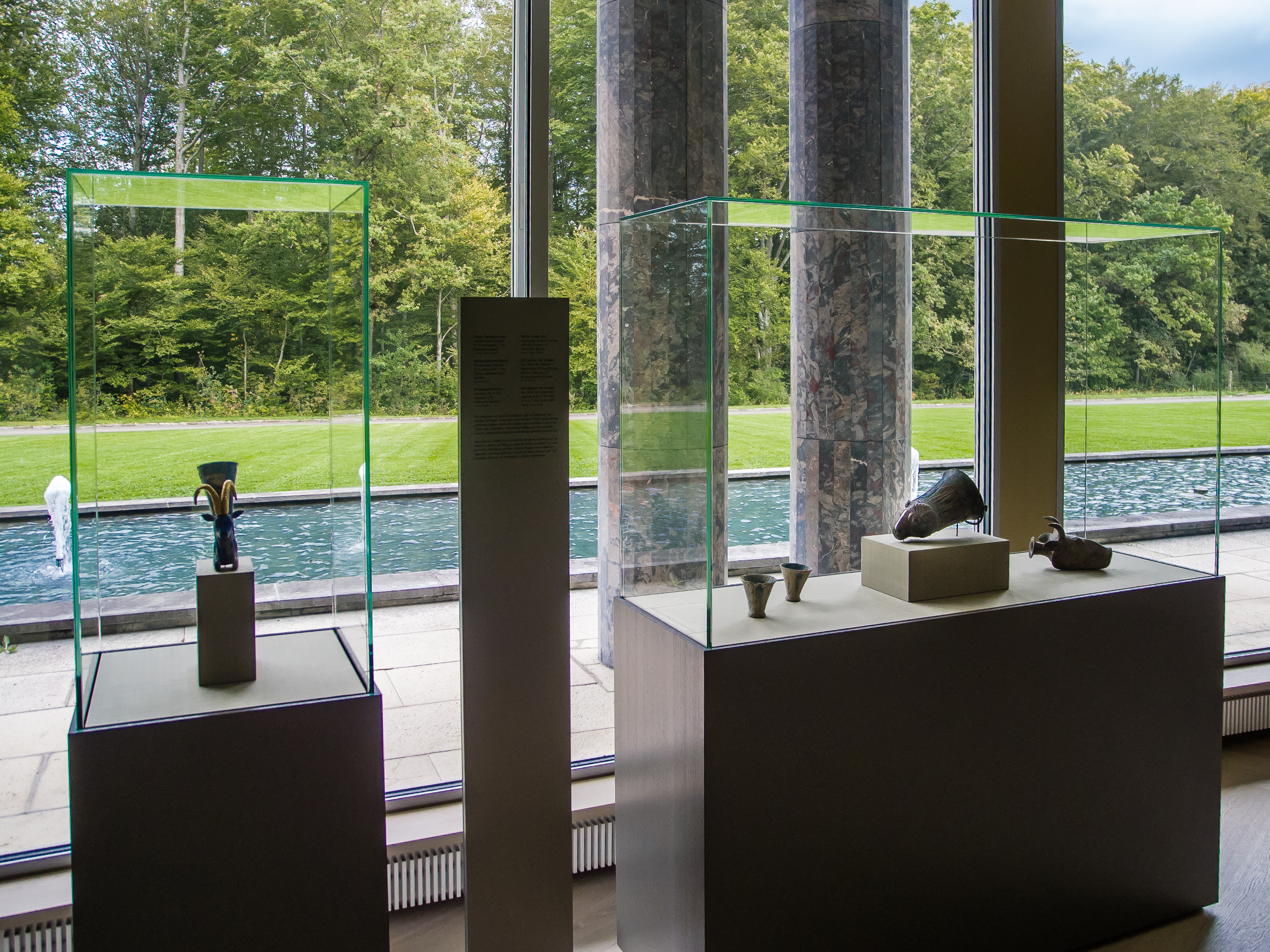
Ausstellungsvitrinen in der Abegg-Stiftung

Das Museum umfasst eine Sammlung von mehr als 7000 kunsthistorisch wertvollen Textilien, die von den Anfängen bis zum Beginn des 19. Jahrhunderts reichen. Diese Sammlung wird auch nach dem Tod des Stifters (1984) immer noch weiter ergänzt. Zum Bestand gehören eine der weltweit bedeutendsten Kollektionen koptischer Wandbehänge, Gewebe des islamischen Kulturraumes (etwa Seidenstoffe), Samte und Stoffe der Gotik und der Renaissance aus Italien, barocke Textilien aus Frankreich, Italien und England sowie Leinendamaste des 16. bis 19. Jahrhunderts.
Daneben besitzt das Museum eine kleinere Sammlung von Keramiken, Gemälden und Kunsthandwerk. Dieser Teil ist abgeschlossen.
Jeweils im Sommerhalbjahr richtet man eine Sonderausstellung zu einem bestimmten Thema ein, die  ein umfangreicher Katalog dokumentiert. Seit 2003 ist auch die Villa des Stifterpaares im Rahmen von geführten Rundgängen zu besichtigen (Wiedereröffnung nach Renovationsarbeiten im Jahr 2012).

## Institut

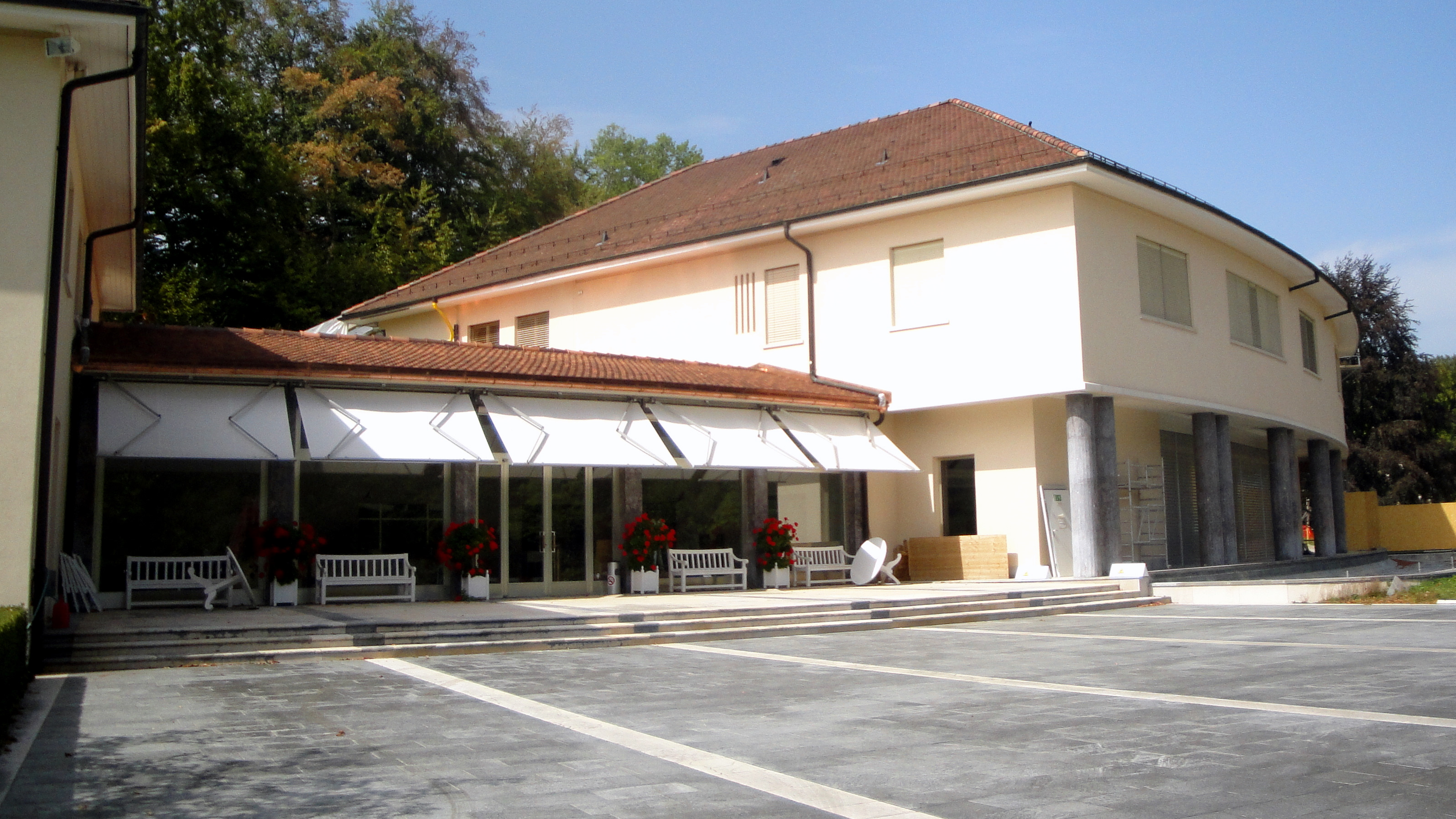
Gebäude Abegg-Stiftung

Neben dem Museum befindet sich ein Institut zur Erforschung und Restaurierung alter Textilien. Die Forschung mit eigenem wissenschaftlichem Personal und Gastforschern aus aller Welt ist eine der wichtigsten Aufgaben der Stiftung. Ein Studiengang für Textilkonservierung mit Bachelor-Abschluss wird in Zusammenarbeit mit der Hochschule der Künste in Bern angeboten. Weiterführend kann an der Abegg-Stiftung ein Master-Titel erworben werden. Unter anderem wurden hier auch die beiden Zittauer Fastentücher restauriert, verbunden mit einer ausführlichen Dokumentation.
Angeschlossen ist eine kunsthistorische Fachbibliothek mit mehr als 60.000 Bänden und 200 laufenden Zeitschriften.

## Publikationen
- Sammlungskataloge in der Reihe Textilsammlung der Abegg-Stiftung
- Riggisberger Berichte
- fallweise weitere Monographien